# Piloto (El ala oeste)
"Pilot" es el primer capítulo de la serie dramática El Ala Oeste. El episodio se emitió el 22 de septiembre de 1999 en NBC.

## Argumento
En el estreno de la serie, el personal de la Casa Blanca está llamando a trabajar en las primeras horas de la mañana con la noticia de que el presidente de los Estados Unidos, Josiah Bartlet (Martin Sheen) ha estrellado su bicicleta en un árbol, para gran disfrute de la prensa. El personal debe ejecutar el control de daños sobre este y una metedura de pata por la Casa Blanca, el Jefe Adjunto del Estado Mayor Josh Lyman (Bradley Whitford), que, después de la provocación por la activista cristiana Mary Marsh en un debate televisado, bromea "Señora, el Dios que ora está demasiado ocupado siendo acusado de impuestos fraude". Además, el Director Adjunto de Comunicaciones de la Casa Blanca, Sam Seaborn (Rob Lowe) conoce y pasa una noche con Laurie (Lisa Edelstein), sin saber que ella es una prostituta, y le dice a la hija del Jefe de Gabinete de la Casa Blanca, Leo McGarry (John Spencer), Mallory O'Brien, al respecto antes de que sepa cuya hija es.
Mientras Mary Marsh y Josh están discutiendo una indemnización adecuada, en la forma de un debate público sobre uno de los varios temas cristianos volátiles, el presidente Bartlet entra y corrige uno de los asistentes en un punto teológico. Él explica que él estrelló su bicicleta mientras estaba distraído por la ira después de descubrir que su nieta, después de expresarse a sí misma como a favor del aborto durante una entrevista de la revista pre-adolescente, fue enviada una muñeca Raggedy Ann con un cuchillo clavado en su garganta. La muñeca fue enviada por un grupo extremista cuyas actividades los asistentes, para su disgusto, no han denunciado. Él les dice que no sólo no haya debate, sino que vaya a denunciar públicamente a los extremistas, y se prohibió a la Casa Blanca hasta que lo hagan.
Bartlet se reúne con su personal directivo, diciéndoles, "a romper de nuevo." Antes de que se vaya Josh, dice, "Demasiado ocupado siendo acusado de fraude fiscal? No vuelvas a hacerlo de nuevo", lo que implica que se le permite mantener su trabajo. El episodio termina con el Presidente llamando, "Sr. Landingham ¿qué sigue?"

## Curiosidades
- En la escena inicial en la que aparece Josh Lyman, la cámara recorre su oficina, donde aparece un ejemplar de la revista George en cuya portada esta, precisamente, Josh Lyman.

## Premios
Ganados
- Dirección Artística para Jon Hutman
- Dirección Cinematográfica para Thomas Del Ruth
- Dirección para Serie Dramática para Thomas Schlamme

Nominado
- Guion para Serie Dramática para Aaron Sorkin.

## Enlaces
- Guía de Episodios en Inglés

- Datos: Q7194391